# Etničke grupe Novog Zelanda
Etničke grupe Novog Zelanda: 4,215,000	(UN Country Population; 2008) Oko 60 naroda
- Angloamerikanci 9,300
- Angloaustralci 23,000
- Anglokanađani 	4,800
- Anglonovozelanđani 2,853,000
- Angloafrikanci	16,000
- Austrijanci 1,600
- Britanci 223,000
- Bukabukanci 400
- Danci	2,200
- Fidžijci	9,900
- Filipinci 12,000
- Francuzi 3,600
- Germanošvicarci 2,600
- Grci 2,500
- Hakka
- Hrvati 3,700 (Tarara Hrvati)
- Indonežani 2,200
- Indopakistanci	67,000
- Iranci 2,100
- Irci 13,000
- Japanci 11,000
- Kantonski Kinezi 45,000
- Khmeri 4,900
- Korejci 21,000
- Libanonski Arapi	4,900
- Mađari 1,600
- Malajci 2,200
- Mandarinski Kinezi	16,000
- Maori 131,000
- Nijemci 	9,900
- Niujci (Niueanci)	22,000
- Nizozemci 30,000
- Pitkernci 200
- Poljaci 2,100
- Rakahangajci, Manihikijci 3,300
- Rarotonganci 56,000
- Rumunji 400
- Romi 1,200
- Rusi 3,400
- Samoanci	126,000
- Srbi 1,200
- Slovenci	1,600
- Somalci	2,100
- Škoti	15,000
- Španjolci	2,900
- Šveđani 1,200
- Tahićani 1,300
- Taijani 3,200
- Tamili 6,400
- Taji, sjeveroistočni 5,000
- Tokelauci 6,800
- Tonganci	45,000
- Tuvaluanci 	2,200
- Ukrajinci 400
- Velšani 3,700
- Vijetnamci 3,800
- Wu Kinezi 8,200
- Židovi 1,700

## Vanjske poveznice
- New Zealand